# فیصل مقداد
فیصل مقداد (عربی: فیصل المقداد؛ زادهٔ ۵ فوریه ۱۹۵۴) سیاستمدار، و دیپلمات اهل سوریه است. وی پس از مرگ ولید معلم به عنوان وزیر امور خارجه سوریه برگزیده شد.

## زندگی شخصی
فیصل مقداد ازدواج کرده و دارای یک پسر و دو دختر است. پدر مقداد در ۱۸ مه ۲۰۱۳ در روستایش قاسم توسط افراد مسلح ربوده شد.